# Iliá Glazunov
Iliá Glazunov (en ruso: Илья Глазунов; Leningrado, 10 de junio de 1930 – Moscú, 9 de julio de 2017) fue un artista ruso, fundador  de la Academia Rusa de Pintura, Escultura y Arquitectura de Moscú, de la que fue rector hasta su muerte. Recibió la condecoración de Artista del Pueblo de Rusia.
La pintura de Ilya Glazunov trata sobre todo temas históricos o religiosos. Algunas de sus obras más célebres son Rusia la Eterna, El misterio del siglo XX, La ruina del templo en la noche de Pascua. También fue un reconocido retratista y como ilustrador de la obra de Fiódor Dostoyevski.

## Biografía
Iliá Glazunov nació en Leningrado (actual San Petersburgo). Sus padres, el historiador Serguéi Fiódorovich Glazunov y Olga Konstantínovna Glazunova (de soltera, Flug), eran de extracción noble. De niño, Glazunov asistió a una colegio de artes, y posteriormente a la escuela secundaria de artes en el distrito histórico de Petrográdskaya Storoná.
Durante la Gran Guerra Patriótica, sobrevivió al asedio de Leningrado, aunque sus padres y otros familiares suyos perecieron en él. En 1942, con once años, lo llevaron desde la ciudad sitiada de Leningrado, por el Camino de la Vida, hasta el pueblo de Greblo en la región de Nóvgorod. En 1944, regresó a Leningrado y estudió en la Escuela Secundaria de Arte de Leningrado. Entre 1951 y 1957  estudió bellas artas en el Instituto I. Repin de Pintura, Escultura y Arquitectura bajo la dirección del profesor Borís Iogansón.
En 1956, contrajo matrimonio con Nina Aleksándrovna Vinográdova-Benois, a quien retrató en muchas de sus obras. Nina pertenecía a la familia Benois, un nombre reconocido en la historia del arte. Su tío fue durante 30 años el director artístico  del Teatro de La Scala. El 24 de mayo de 1986, Nina Vinográdova-Benois se suicidó apenas días antes de inaugurarse la exposición de su marido en el Manège. Sus hijos, Iván y Vera, también siguieron carreras artísticas.
El éxito de Glazunov en la Competición Internacional de Jóvenes Artistas en Praga impulsó la apertura de su primera exposición en solitario en Moscú en 1957. Poco después, en los años 1960,  viajó a Italia por primera vez para retratar a numerosos actores y actrices de renombre, como Gina Lollobrigida y Anita Ekberg. También pintó retratos de muchos dirigentes políticos, como Indira Gandhi, Leonid Brézhnev, Urho Kekkonen, Yuri Luzhkov y Andréi Gromyko. En 1978, Glazunov empezó a impartir clases en la Universidad de Arte de Moscú. En 1987  fundó la Academia Rusa de Pintura, Escultura y Arquitectura.
Iliá Glazunov fue conocido por su actividad política acorde con su ideología patriótica, monárquica y antidemocrática. Durante los años 1970, se opuso al Plan General para la Restauración de Moscú que amenazaba con arruinar el sitio histórico de Moscú. Él y Viacheslav Ovchínnikov recogieron firmas de figuras científicas y culturales de renombre bajo una carta de protesta que enviaron al Politburó. El proyecto salió entonces a la luz pública y recibió fuertes críticas, por lo que acabó siendo cancelado. Esto también dio lugar a la creación de un comité civil que controlara otros planes de reconstrucción. Glazunov fue uno de los principales partidarios de la restauración de la Catedral de Cristo Salvador y uno de los cofundadores de la Sociedad Panrusa para la Protección de Monumentos Históricos y Culturales (VOOPIiK).
Glazunov murió de fallo cardíaco el 9 de julio de 2017 a la edad de 87 años. Fue enterrado en el cementerio Novodévichi el 11 de julio.

## Condecoraciones
Un planeta menor, (3616) Glazunov, descubierto por la astrónoma soviética Liudmila Zhuravliova en 1984, fue nombrado en su honor.
- Orden al Mérito por la Patria;
  - 1.ª clase (10 de junio de 2010) - por su contribución excepcional al desarrollo del arte nacional y su larga trayectoria creativa y educativa;[10][11]
  - 2.ª clase (11 de octubre de 2005) - por sus logros excepcionales en el campo de las artes y la educación nacionales;
  - 3.ª clase (9 de junio de 2000) - por su contribución excepcional al desarrollo del arte nacional;[12]
  - 4.ª clase (29 de mayo de 1995) - por sus servicios al Estado, sus logros en el trabajo y su significativa contribución al fortalecimiento de la amistad y la cooperación entre las naciones;
- Orden de la Bandera Roja del Trabajo (1985);
- Artista del Pueblo de la URSS (1980);
- Artista Distinguido de la RSFSR (1973);
- Premio Estatal de la Federación de Rusia (1997) - por la restauración del Kremlin de Moscú;
- Insignia "Por el Servicio a Moscú" - por sus servicios al arte y a la educación artística;
- Orden de San Andréi Rublev, 1.ª clase (Iglesia ortodoxa rusa, 4 de diciembre de 2010) - por su contribución excepcional al desarrollo de arte ruso en el 80.º aniversario de su nacimiento;
- Miembro honorario de la Asociación Histórica y Patriótica "Bandera Rusa" (1989);
- Rector perpetuo de la Academia Rusa de Pintura, Escultura y Arquitectura;
- Miembro de la Academia de Administración en Educación y Cultura (1997);
- "El artista más excepcional del siglo XX" en una encuesta de encuestas (1999);
- Medalla de Oro de la UNESCO - por su "contribución excepcional a la cultura mundial";
- Miembro de la Academia Rusa de las Artes (2000).